# سیسیل بلیکمور
سیسیل بلیکمور (انگلیسی: Cecil Blakemore; ۸ دسامبر ۱۸۹۷ – سپتامبر ۱۹۶۳ (۶۵ ساله)) بازیکن فوتبال اهل بریتانیا بود.
از باشگاه‌هایی که در آن بازی کرده‌است می‌توان به باشگاه فوتبال کریستال پالاس، باشگاه فوتبال سوئیندون تاون، باشگاه فوتبال ردیچ یونایتد، باشگاه فوتبال نوریچ سیتی، باشگاه فوتبال برنتفورد، و باشگاه فوتبال بریستول سیتی اشاره کرد.